# 電燈熱流
電燈熱流有限公司是一家香港代理商，由莫錦泉創立，主要代理飛利浦電燈膽及其他照明產品，公司辨事處位於火炭黃竹洋街仁興中心。超滿控股持有電燈熱流九成九以上的股權。
香港特首曾蔭權在2009年發表的施政報告中，向市民派發慳電膽現金卷的措施被指向其親家莫錦泉開立的公司進行利益輸送。莫錦泉其後發表聲明，指出他在施政報告發表後，才得悉慳電膽現金卷的措施，事前從未與特首及任何政府官員就計畫作出討論，而電燈熱流並非飛利浦慳電膽的唯一分銷商，因此利益輸送的說法並不公道。